# بيل شاندلير
بيل شاندلير (27 أغسطس 1895 بشيكاغو في الولايات المتحدة - 23 مايو 1953) (بالإنجليزية: Bill Chandler)‏ هو مدرب كرة سلة ولاعب كرة سلة أمريكي في مركز الوسط. لعب مع Wisconsin Badgers ‏.

## وصلات خارجية
- بيل شاندلير على موقع كلية كرة السلة في سبورتس رفرنس.كوم (الإنجليزية)